# 天主教賽賽教區
天主教賽賽教區（拉丁語：Dioecesis Xai-Xaiensis）是莫桑比克一個羅馬天主教教區，屬馬普托總教區。
教區成立於1970年6月19日，位於加扎省，2010年有教友277,281人（佔轄區總人口17.9%）、廿六個堂區、廿五名司鐸。現任教區主教為盧西奧‧安德里塞‧穆安杜拉，榮休主教為儒利奧·杜阿爾特·蘭加樞機。